# Mistrzostwa Świata w Biathlonie 2019 – sztafeta mężczyzn
Sztafeta mężczyzn na Mistrzostwach Świata w Biathlonie 2019 odbyła się 16 marca w Östersund. Była to dziesiąta konkurencja podczas tych mistrzostw. Wystartowało w niej 26 reprezentacji, z których 4 nie ukończyły zawodów. Mistrzami świata zostali Norwegowie, srebro zdobyli Niemcy, a trzecie miejsce zajęli Rosjanie.
Polacy zajęli szesnaste miejsce.

## Wyniki
| Miejsce | Nr | Reprezentacja                                                                                   | Czas                                      | Kary (L+S)                               | Strata  |
| ------- | -- | ----------------------------------------------------------------------------------------------- | ----------------------------------------- | ---------------------------------------- | ------- |
| 01 !    | 1  | Norwegia · Lars Helge Birkeland · Vetle Sjåstad Christiansen · Tarjei Bø · Johannes Thingnes Bø | 1:12:03,7 17:44,0 17:46,4 18:06,0 18:27,3 | 0+1 0+5 0+1 0+0 0+0 0+0 0+0 0+2 0+0 0+3  | -       |
| 02 !    | 4  | Niemcy · Erik Lesser · Roman Rees · Arnd Peiffer · Benedikt Doll                                | 1:12:41,8 17:37,8 18:30,6 18:11,5 18:21,9 | 0+3 0+5 0+1 0+1 0+1 0+2 0+0 0+1 0+1 0+1  | +38,1   |
| 03 !    | 2  | Rosja · Matwiej Jelisiejew · Nikita Porszniew · Dmitrij Małyszko · Aleksandr Łoginow            | 1:13:07,8 17:34,4 18:59,2 18:25,7 18:08,5 | 0+3 0+4 0+0 0+2 0+1 0+1 0+2 0+1 0+0 0+0  | +1:04,1 |
| 4       | 7  | Czechy · Michal Šlesingr · Ondřej Moravec · Tomáš Krupčík · Michal Krčmář                       | 1:13:24,4 18:03,5 18:37,9 18:13,4 18:29,6 | 0+3 0+3 0+0 0+2 0+2 0+0 0+0 0+0 0+1 0+1  | +1:20,7 |
| 5       | 19 | Słowenia · Miha Dovžan · Jakov Fak · Klemen Bauer · Rok Tršan                                   | 1:13:26,1 18:26,4 17:57,8 18:16,7 18:45,2 | 0+2 0+3 0+2 0+1 0+0 0+0 0+0 0+2 0+0 0+0  | +1:22,4 |
| 6       | 3  | Francja · Antonin Guigonnat · Quentin Fillon Maillet · Simon Desthieux · Martin Fourcade        | 1:13:40,9 17:35,3 17:53,8 18:50,8 19:21,0 | 0+3 3+8 0+1 0+2 0+1 0+0 0+1 1+3 0+0 2+3  | +1:37,2 |
| 7       | 6  | Szwecja · Fredrik Lindström · Jesper Nelin · Martin Ponsiluoma · Sebastian Samuelsson           | 1:13:41,1 17:43,3 18:04,6 18:52,7 19:00,5 | 0+7 0+4 0+1 0+0 0+2 0+1 0+1 0+1 0+3 0+2  | +1:37,4 |
| 8       | 5  | Austria · Felix Leitner · Simon Eder · Dominik Landertinger · Julian Eberhard                   | 1:14:03,8 17:42,8 18:15,0 18:57,3 19:08,7 | 0+3 1+5 0+0 0+1 0+0 0+0 0+3 0+1 0+0 1+3  | +2:00,1 |
| 9       | 18 | Bułgaria · Krasimir Anew · Anton Sinapow · Dimityr Gerdżikow · Władimir Iliew                   | 1:14:07,6 17:55,8 18:30,4 19:05,9 18:35,5 | 0+5 0+4 0+0 0+1 0+1 0+2 0+3 0+0 0+1 0+1  | +2:03,9 |
| 10      | 12 | Białoruś · Anton Smolski · Raman Jalotnau · Siergiej Boczarnikow · Uładzimir Czapielin          | 1:14:07,7 17:43,7 18:23,5 18:57,5 19:03,0 | 0+4 0+5 0+1 0+1 0+3 0+0 0+0 0+1 0+0 0+3  | +2:04,0 |
| 11      | 9  | Szwajcaria · Jeremy Finello · Benjamin Weger · Mario Dolder · Serafin Wiestner                  | 1:15:12,1 17:41,5 18:27,6 19:22,8 19:40,2 | 0+5 2+7 0+0 0+0 0+3 0+1 0+1 1+3          | +3:08,4 |
| 12      | 10 | Ukraina · Artem Pryma · Serhij Semenow · Artem Tyszczenko · Rusłan Tkałenko                     | 1:15:12,4 17:50,5 19:33,9 18:46,7 19:01,3 | 0+1 0+6 0+0 0+1 0+1 0+3 0+0 0+0 0+0 0+2  | +3:08,7 |
| 13      | 14 | Kanada · Christian Gow · Scott Gow · Aidan Millar · Jules Burnotte                              | 1:15:14,4 17:43,2 18:33,6 19:28,9 19:28,7 | 0+1 0+5 0+0 0+0 0+1 0+1 0+0 0+3 0+0 0+1  | +3:10,7 |
| 14      | 13 | Estonia · Rene Zahkna · Kalev Ermits · Roland Lessing · Kauri Kõiv                              | 1:15:30,1 17:52,8 18:13,4 19:50,5 19:33,4 | 0+7 0+4 0+1 0+1 0+1 0+0 0+3 0+2 0+2 0+1  | +3:26,4 |
| 15      | 8  | Włochy · Lukas Hofer · Giuseppe Montello · Thomas Bormolini · Dominik Windisch                  | 1:15:35,9 17:35,3 18:53,3 18:45,4 20:21,9 | 2+3 0+10 0+0 0+2 0+0 0+3 2+3 0+2         | +3:32,2 |
| 16      | 16 | Polska · Łukasz Szczurek · Grzegorz Guzik · Andrzej Nędza-Kubiniec · Mateusz Janik              | 1:16:11,4 18:21,1 18:44,1 18:56,3 20:09,9 | 0+4 1+4 0+2 0+0 0+1 0+1 0+0 0+0 0+1 1+3  | +4:07,7 |
| 17      | 22 | Finlandia · Jaakko Ranta · Tero Seppälä · Tuomas Grönman · Olli Hiidensalo                      | 1:16:13,2 19:15,8 18:32,3 19:06,9 19:18,2 | 0+5 0+4 0+1 0+2 0+2 0+0 0+0 0+1 0+2 0+1  | +4:09,5 |
| 18      | 11 | Słowacja · Michal Šíma · Matej Kazár · Tomáš Hasilla · Martin Otčenáš                           | 1:17:28,8 19:26,5 18:58,1 19:48,0 19:16,2 | 0+4 2+10 0+3 1+3 0+1 0+2 0+0 1+3 0+0 0+2 | +5:25,1 |
| 19      | 15 | Stany Zjednoczone · Leif Nordgren · Jake Brown · Alex Howe · Max Durtschi                       | 1:17:30,3 18:27,6 18:42,6 19:25,2 20:54,9 | 0+6 2+6 0+3 0+1 0+1 0+1 0+1 2+3          | +5:26,6 |
| 20      | 20 | Japonia · Mikito Tachizaki · Tsukasa Kobonoki · Kosuke Ozaki · Kazuya Inomata                   | 1:17:31,6 18:38,3 19:09,8 19:17,0 20:26,5 | 0+1 0+5 0+0 0+2 0+0 0+3 0+1 0+0 0+0 0+0  | +5:27,9 |
| 21      | 25 | Litwa · Tomas Kaukėnas · Karol Dombrovski · Vytautas Strolia · Linas Banys                      | 1:17:42,1 18:30,3 19:28,9 18:56,1 20:46,8 | 0+3 0+5 0+1 0+0 0+0 0+2 0+1 0+2 0+1 0+1  | +5:38,4 |
| 22      | 21 | Rumunia · George Buta · Cornel Puchianu · Raul Antonio Flore · Denis Șerban                     | 1:18:09,1 18:41,9 19:11., 19:37,9 20:38,2 | 0+2 0+5 0+0 0+0 0+1 0+2 0+1 0+1 0+0 0+2  | +6:05,4 |
| 23      | 17 | Belgia · Florent Claude · Thierry Langer · Tom Lahaye-Goffart · César Beauvais                  | LAP 18:26,0 19:58,4                       | 0+4 0+2 0+0 0+0 0+3 0+2 0+1 0+0          | -       |
| 24      | 26 | Łotwa · Aleksandrs Patrijuks · Edgars Mise · Roberts Slotiņš · Andrejs Rastorgujevs             | LAP 18:29,2 19:54,7                       | 0+4 1+5 0+0 0+2 0+3 0+0 0+1 1+3          | -       |
| 25      | 24 | Kazachstan · Roman Jeremin · Timur Kuc · Piotr Jermolenko · Siergiej Sirik                      | LAP 18:56,4 19:35,7                       | 1+5 1+6 1+3 0+2 0+2 0+1 0+0 1+3          | -       |
| 26      | 23 | Korea Południowa · Timofiej Łapszyn · Choi Du-jin · Lee Su-young · Kim Yong-gyu                 | LAP 18:54,0 21:00,4                       | 0+3 2+8 0+0 1+3 0+3 0+2 0+0 1+3          | -       |